# Verde Valle, Puerto Vallarta
Verde Valle är en ort i Mexiko.   Den ligger i kommunen Puerto Vallarta och delstaten Jalisco, i den centrala delen av landet, 600 km väster om huvudstaden Mexico City. Verde Valle ligger 38 meter över havet och antalet invånare är 138.
Terrängen runt Verde Valle är platt åt nordväst, men åt sydost är den kuperad. Runt Verde Valle är det tätbefolkat, med 319 invånare per kvadratkilometer. Närmaste större samhälle är Puerto Vallarta, 20,0 km söder om Verde Valle. Omgivningarna runt Verde Valle är en mosaik av jordbruksmark och naturlig växtlighet.